# Ichneumon corax
Ichneumon corax là một loài tò vò trong họ Ichneumonidae.